# Time Paradox
Time Paradox (da non confondere con il gioco per Sharp X1 chiamato Timeparadox) è un videogioco di avventura grafica sviluppato e pubblicato dalla Flair Software per PC DOS nel 1996 solamente in Europa.

## Trama
Un'agente del futuro, chiamata Kay, viene mandata in missione per fermare la malvagia Morgana Le Fay. Prima viaggia indietro nel tempo fino "all'era dei dinosauri e dei cavernicoli", poi va nell'era medievale per salvare il mago Merlino dal castello di Morgana e infine sconfiggere la maga.

## Sviluppo
Time Paradox restò in fase di sviluppo per parecchi anni, visto che era stato mostrato per la prima volta al pubblico nel 1993. Il gioco era stato pensato inizialmente per il Sega Mega Drive, con una pubblicazione prevista per la prima metà del 1994 e doveva utilizzare Full Motion Video, misto con grafica digitale. Oltre alla versione PC, gli sviluppatori avevano previsto di crearne anche una per Amiga e CD32.

## Accoglienza
Il gioco ricevette critiche perlopiù negative all'uscita, tra cui una valutazione di una stella su cinque sulla rivista tedesca PC Player. Ricevette un punteggio basso anche sulle riviste polacche Gambler (48%) e Secret Service (2/10). In retrospettiva, Adventure-Archiv lo valutò 57% nel 2002.